# Загурщина
Загурщина (укр. Загурщина) — село в Жидачовской городской общине Стрыйского района Львовской области Украины.
Население по переписи 2001 года составляло 97 человек. Занимает площадь 0,309 км². Почтовый индекс — 81743. Телефонный код — 3239.